# پریش کاتاهولا (لوئیزیانا)
کاتاهولا پریش (به انگلیسی: Catahoula Parish) یک قصبه در ایالات متحده آمریکا است که در لوئیزیانا واقع شده‌است.

## خصوصیات
کاتاهولا پریش ۱٬۹۱۴٫۰۱ کیلومترمربع مساحت دارد.